# Oskar Beringer (Musiker)

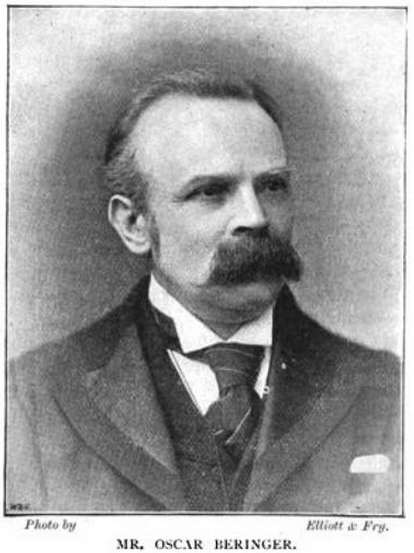

Oskar Beringer, auch Oscar Beringer, (* 14. Juli 1845 [abweichend 1844] in Furtwangen; † 21. Februar 1922 in London) war ein deutsch-englischer klassischer Pianist, Komponist und Musikpädagoge.

## Leben und Werk
Oskar Beringer wurde 1845 in Furtwangen geboren. 1849 musste sein Vater mit der Familie aus politischen Gründen Baden verlassen und nach England fliehen. Vor diesem schwierigen Hintergrund erhielt Beringer bis zu seinem 19. Lebensjahr eine musikalische Ausbildung von seiner älteren Schwester. 1859 und 1860 gab er mehrere öffentliche Klavierabende im Crystal Palace. 1861 trat er bei den Saturday Concerts im Crystal Palace auf. Er erkannte die Notwendigkeit einer fundierten Klavierausbildung und studierte ab 1864 unter anderem bei Ignaz Moscheles in Leipzig und bei Carl Tausig in Berlin.
1871 kehrte er nach London zurück. Hier baute er eine Akademie für höheres Klavierspiel auf, die bis 1897 Bestand hatte. 1885 wurde er Klavierlehrer an der Royal Academy of Music. 1900 wurde er Ehrenmitglied dieser Akademie. Am 14. Oktober 1882 hatte Beringer bei der Uraufführung von Brahms 2. Klavierkonzert in England den Klavierpart inne.
Beringer komponierte vorwiegend instruktive Klavierwerke. Hervorzuheben sind insbesondere seine Täglichen technischen Studien, ein Klavierkonzert und Lieder. Er legte seine Erfahrungen als Klavierpädagoge in dem Werk Fifty Years’ Experience of Pianoforte Teaching and Playing (London 1907) nieder. Seine Werke finden noch heute Verwendung, so z. B. die Täglichen technischen Studien durch Herbie Hancock.